# 8837 London
8837 London è un asteroide della fascia principale. Scoperto nel 1989, presenta un'orbita caratterizzata da un semiasse maggiore pari a 2,2238306 UA e da un'eccentricità di 0,1234405, inclinata di 5,49770° rispetto all'eclittica.